# Sarkadi Aladár
Sarkadi Aladár (születési neve: Schuller Ármin; Budapest, 1874. március 26. – Budapest, 1949. december 15.) magyar színész, komikus. 1892-ben daltársulatoknál szerepelt, különböző társulatok tagjaként az ország csaknem valamennyi nagyobb városában fellépett. 1899–1900 között jelentős vidéki társulatok szerződtették Pozsonyba, Kecskemétre, Debrecenbe, 1902–1904-ben pedig Aradra. 1903-ban a Vígszínház szerződtette. 1912-től 1918-ig a Király Színházban, majd ismét a Vígszínházban játszott. 1927 és 1937 között a Fővárosi Operettszínház tagja volt. A Vígszínházból került az OMIKE társulatába. 1946-ban a Béke Színház és a Fővárosi Operettszínház színpadán szerepelt. 1947–48-ban a Medgyaszay Színházban játszott. Főként humoros epizódfigurákat alakított.

## Életpályája
Sarkadi gyerekkorától kezdve színész akart lenni. Ötéves korában szülei elvitték Bécsbe, a Carltheaterbe, Sarkadi az ott szerzett élmények hatására döntött úgy, hogy színész lesz. Középiskolai tanulmányai elvégzése után szülei azonban elektrotechnikusnak adták. „Szüleim mindent elkövettek, hogy „rendes” embert faragjanak belőlem, de én ennek ellenére első szerelmemhez, a színházhoz vonzódtam.”
Sarkadi először Győri József daltársulatával lépett színpadra 1892 virágvasárnapján. 1893-ban jelentkezett a Színművészeti Akadémiára. Elsőre nem vették fel, így protekcióért folyamodott Fenyvessy Ferenc országgyűlési képviselőhöz, a Nemzeti Színház és az Opera nyugdíjegyesületének az elnökéhez. Végül létszám fölött felvették az Akadémiára, azonban nyolc héttel később elbocsátották „képességének nem kielégítő” volta miatt. Így színiiskolai képzettség nélkül keresett színészi állást.
Kezdetben Irsay Zsigmond, majd Fekete Miksa és Fekete Béla társulatánál játszott. Éveken keresztül „faluzott”, járta a falvakat különböző társulatokkal. Az ország csaknem valamennyi nagyobb városában fellépett. Karrierjének állomásai: Kölesd, Tab, Karád, Igal, Szil, Kolozsvár, Nyíregyháza, Gyöngyös, Léva, Eperjes, Óbuda, Pozsony, Kecskemét, Debrecen és Arad voltak. Vándorévei után beiratkozott Rákosi Szidi színésziskolájába, a legendás színészpedagógus által alapított színészképző magániskolába. Ide azonban csak egy évig tudott járni, mivel pénzt kellett keresnie, elment kóristának a Kolozsvári Színházhoz. 1898-ban az Óbudai Kisfaludy Színház tagjaként ért el sikereket Abraham Goldfaden Szulamitcímű történelmi operettjének Kövessy Albert-féle átdolgozásában. Ennek köszönhetően több jelentős vidéki társulat is szerződést ajánlott neki.
1903-ban vendégszerepelt a Vígszínházban, majd egy fél évvel később odaszerződött, ekkor népszerűsége rohamosan nőni kezdett, és rövid időn belül a főváros kedvenc komikusa lett. Ezután különböző társulatok tagjaként végigjátszotta Budapest szinte összes színpadát. Huzamosabb ideig tagja volt még a Király Színháznak (1912–1918) és a Fővárosi Operettszínháznak (1927–1937) is. Bécsben egy éven át igazgatta a Roland Bühne nevű színházat, így kedvelt színésze lett az osztrák fővárosnak is. Rendezett a Theater an der Wien színházban és 1930-ban játszott a Burgtheaterben is. Hívták szerepelni Berlinbe és Amerikába is, ám az ajánlatot visszautasította, mondván „Ki megy el Budapestről, ha nem muszáj?”

## Művészete
Leghíresebb alakítása a Vígszínházban bemutatott Tatárjárás című Kálmán Imre operettben volt, ahol Wallenstein tartalékos hadnagy szerepét játszotta, egy apró mellékszerepet, olyan sikerrel, hogy nehéz volt eldönteni tulajdonképpen ki a sztárja ennek az operettnek: Keleti Juliska, Hegedűs Gyula, Kornai Berta vagy Sarkadi Aladár, aki pedig csak epizódszereplő volt mellettük. Sarkadi a jól megírt figurát rengeteg ötlettel, rögtönzéssel dúsította fel. Olyan híres volt ebben a szerepében, hogy a Sarkadi és Wallenstein név már-már teljesen összefonódott. Ennek a karakternek a magyarosított változata jelenik meg Az utolsó Verebély-lány című Ábrahám Pál operettben, Wallakeövy Ármin néven, akit szintén Sarkadi játszott el.
Sarkadi híres volt önálló estjeiről is. Az egyszemélyes, általában kabarészínpadokon előadott produkcióban Sarkadi több különböző szerepben jelent meg. Egyik estjének címe „Egy este a Mandel mulatóban” volt. A rengeteg különböző alak megformálásához Sarkadinak nem volt szüksége sok kellékre, csak egy-egy kalapot, bajuszt, kendőt vagy parókát használt jelzésként. Egymás után alakított mulatótulajdonost, főpincért, konferansziét, vendéget és vécésnénit. „Valósággal átváltozóművész volt, fregoli számot csinált ebből a közel egyórás utánozhatatlan műsorból” – írta Bilicsi Tivadar.
A Vígszínház minden december 24-én délután új gyermekdarabot mutatott be (Az a huncut kéményseprő, Szepi, a főcserkész, Aladár nem szamár, A kedélyes lovas rendőr stb.), amelyeket dr. Komor Gyula, a színház dramaturgja írt, a zenéket pedig Stefanidesz Károly karmester szerezte. Az előadásokat Bárdi Ödön rendezte, és rendszerint Sarkadi Aladár játszotta a címszerepeket. Szenvedélye volt a gyerekek szórakoztatása, a kicsik pedig rajongtak a huncut kéményseprőért és Szepi főcserkészért. A darabok úgy voltak felépítve, hogy a gyerekeket is be lehessen vonni a játékba, és Sarkadi nagyszerűen bánt az apró közönséggel. Sokszor annyira élvezte a közös játékot, hogy az előadások elhúzódtak, és alig akartak véget érni. Az 1900-as évek elején ő volt a gyermekelőadások sztárja, nélküle elképzelhetetlen volt a karácsonyi mesejáték.

## Karitatív munkája
Sarkadi Aladár nemcsak a gyerekekkel törődött olyan odaadóan, hanem a nehéz sorsú, szegény színészkollégákkal is, a rossz körülmények között élő Országos Színész és Nyugdíj Egyesület otthonának lakóival. Akkoriban az idős, munkaképtelen színészek helyzete nyomorúságos volt, az ő megsegítésükre hozták létre a színészegyesületek magánnyugdíj pénztárait. Az Országos Színészegyesület az első világháború alatt rengeteg pénzt fektetett hadikölcsönbe és budapesti kölcsönkötvénybe, ami nem került visszafizetésre. Ez megpecsételte a nyugdíjintézet sorsát. Az elvesztett pénz pótlására a kormány és a Fészek Klub segélyt adott az egyesületnek; de még így is évekig csak jelképes összeget tudtak fizetni a nyugdíjasoknak.
A Színészegyesület vezetői adományokból, támogatásokból és gyűjtésekből próbálták kiegészíteni ezt az összeget. Ekkor alakult meg a Kövessy-vár, amely az elaggott színészek megsegítésére szolgáló jótékonysági intézmény volt. A Kövessy Albert által alapított asztaltársaság azt tűzte ki célul, hogy pénz- és természetbeni adományokat gyűjt, amelyeket karácsonykor adtak át a New York kávéházban. Ennek a társaságnak az egyik legaktívabb tagja Sarkadi volt. Nem sajnálta az időt és fáradságot: adománykérő céllal sorra járta mindazokat a kollégákat, barátokat, ismerősöket és ismeretleneket, gyárakat, üzleteket, akiktől segítséget remélt. Már kora ősszel megkezdte munkáját, hogy minél több téli ruhaneműt, élelmiszert és édességet gyűjtsön össze. Nem ritkán úgy körbehízelegte az adakozásra kiszemelt áldozatát, hogy az többet adott, mint eredetileg szándékában állt.
Sarkadi ha kellett, viccet mesélt vagy drámaian körülírta a bajba jutott kollégák helyzetét, de legtöbbször elegendő volt személyes megjelenése és híres közvetlensége, és máris megnyíltak a pénztárcák, s megtelt ajándékokkal a mindig nála lévő üres táska. Karácsonykor aztán a New York Kávéház nagyasztala köré gyűltek a színészvilág ismert és kevéssé ismert alakjai, hogy a Kövessy-vár tagjai egyetlen estére boldogságot varázsoljanak a szegény kollégák szívébe. Sarkadi Aladárnak sikerült ezt a jótékonysági akciót évtizedeken át életben tartania páratlan népszerűségének, utánozhatatlan bájának, és kiapadhatatlan humorának köszönhetően. Karitatív munkájában a felesége, Verber Olga is segített neki. Támogatásukat az Országos Színészegyesület és a nyugdíjasok hálával emlegették.

## Magánélete
Sarkadi Aladár Budapesten született, középosztálybeli zsidó szülőktől: Schuller Vilmos és Ungar Katalin első gyermekeként. Testvérei Sarkadi Leó, Amerikában élő író és festőművész és Sarkadi Emil festőművészek voltak. 1907. november 17-én Budapesten, a Terézvárosban feleségül vette a nála 13 évvel fiatalabb, szintén izraelita vallású Verber Olgát (1887–1978). Sarkadi a nevét csupán csak egy hónappal házasságkötése előtt változtatta meg hivatalosan Schullerről Sarkadira, de már korábban is használta művésznévként a Sarkadi nevet. Először az V. kerületi akkori Sziget utcában laktak, majd 1936 és 1940 között az I. kerületben a Versec sorban volt lakásuk, innen a II. kerületi Káplár utcába költöztek.
Meglehetősen szerény, minden fényűzést mellőző körülmények között élt feleségével: „Nézzen kérem itt körül, meglátni ezen a lakáson, hogy itt egy színész lakik? Nem igazán látszik – vallja be a riporternő – Bár kifinomodott és előkelő művészi érzék érvényesül minden bútordarabban, minden sarokban, az egész interieurön mégis egy kis polgári szigorúság érződik.”

## Szerepei

### Filmszerepei
- Tata, mint dada (1912)
- A páter és a Péter (1912)
- Aladár a tűzoltónapon (1912)
- A Papagály (1913)
- A marhakereskedő (1913)
- A csikós (1913)
- Simon Judit (1915)
- Drótostót (1918)
- Liliom (1919)
- Veszélyben a pokol (1921)
- Fehér galambok fekete városban (1923)
- Csárdáskirálynő (1927)
- Piri mindent tud (1932)
- Marika (1938)
- A tanítónő (1945)
- Könnyű múzsa (1947)

### Színházi szerepei
- Ábrahám Pál: Az utolsó Verebély-lány – Wallakeövy Ármin
- Kemény Egon–Bródy István–Harmath Imre: Kikelet ucca 3. – Helfgott bácsi, ligeti gyorsfényképész (Fővárosi Operettszínház, 1929)
- Bródy Sándor: Tanítónő – Járás orvos
- Bródy Sándor: Timár Liza – Nagypapa
- Bús-Fekete László: A 28-as – Immerglück Tóbiás a hordár
- Philip Dunning–George Abbott: Broadway – Nick Verdis (Fővárosi Operettszínház, 1927)
- Michel Durant: Barbara – Brumierre (Medgyaszay Színház, 1948)
- Duval: Zenebona – Fridolin (Kolozsvár, 1928)
- Eisemann Mihály–Szilágyi László: Alvinczi huszárok – Kenessey-Kelen úr, a zabszállítás valóságos Napóleonja (Király Színház 1930)
- Kálmán Imre: Tatárjárás – Wallenstein
- Kola József–Kardos Andor–Szenes Andor–Szilágyi László: Pillangó – Kurtländer bácsi (Fővárosi Operettszínház, 1929)
- Lajtai Lajos–Békeffi István: Régi orfeum – Az öreg artista
- Lakner Artur: Édes mostoha – Frici bácsi (Fővárosi Operettszínház, 1946)
- Lestyán Sándor–Vaszary János: Potyautas – Steward (Magyar Színház, 1931)
- Yves Mirande–Gustave Quinson: A családban marad – Jean inas (Medgyaszay Színház, 1947)
- Molnár Ferenc–Hevesi Sándor: A Pál utcai fiúk – Janó (Fővárosi Operettszínház, 1946)
- Nicolae Stroe–Vasile Vasilache: Tenyerem hordom – Kazal (Medgyaszay Színház, 1947)
- Szenes Béla: Az alvó férj – Ödön
- Szenes Béla: A csirkefogó – Koch, a szappangyáros (Vígszínház, 1925)

### Gyermekoperettek, Fővárosi Operettszínház
- „Dörmögő Dömötör” Sarkadi Aladár felléptével, karmester Kemény Egon, 1928. november 17.
- „A három jómadár” Sarkadi Aladár és ismert hírességek. Zenéjét összeállította és szerezte, karmester: Kemény Egon, 1929. december 3.